# Catasetum integerrimum
Catasetum integerrimum (tên tiếng Anh là Intact Catasetum) là một loài phong lan.

## Hình ảnh

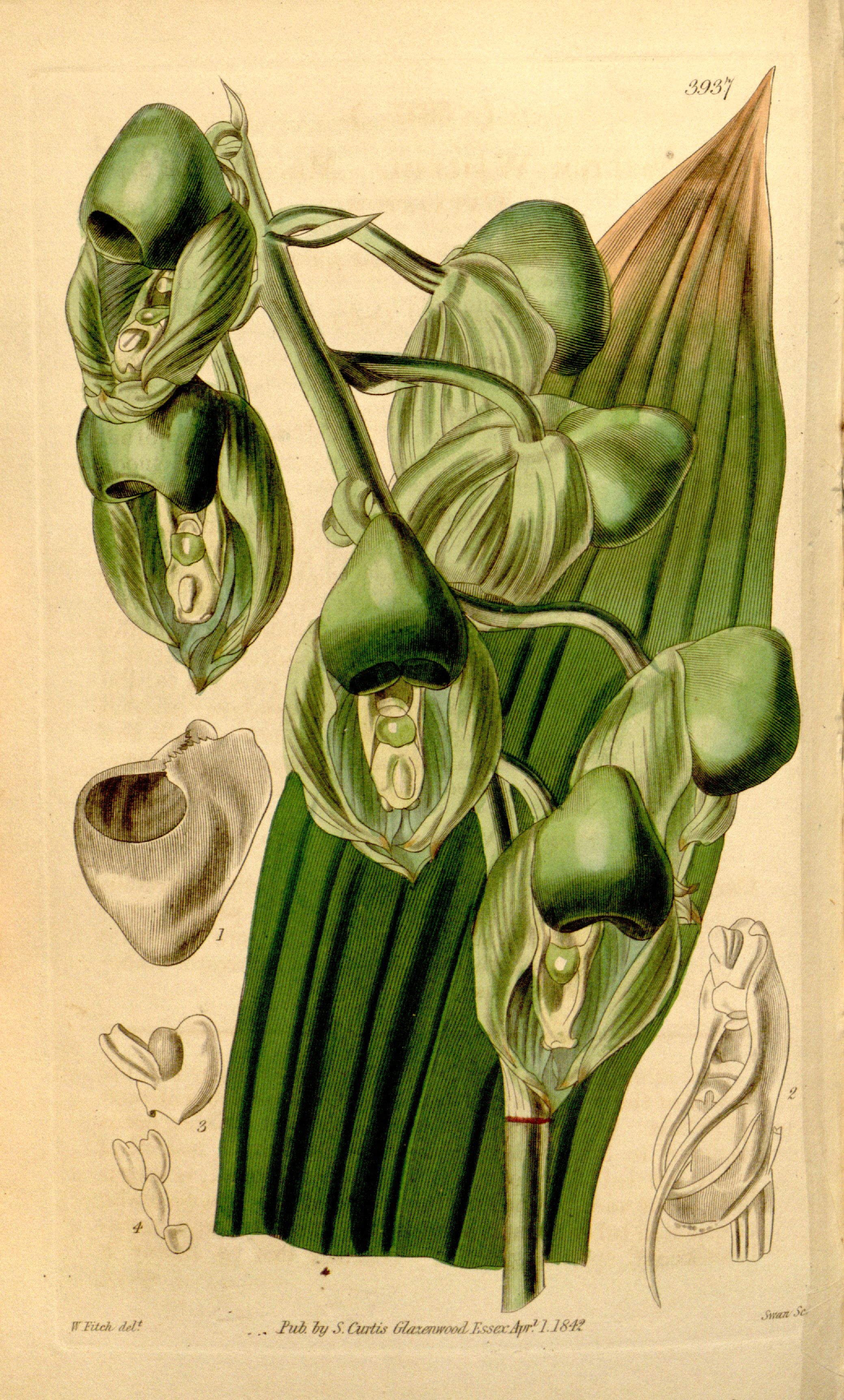
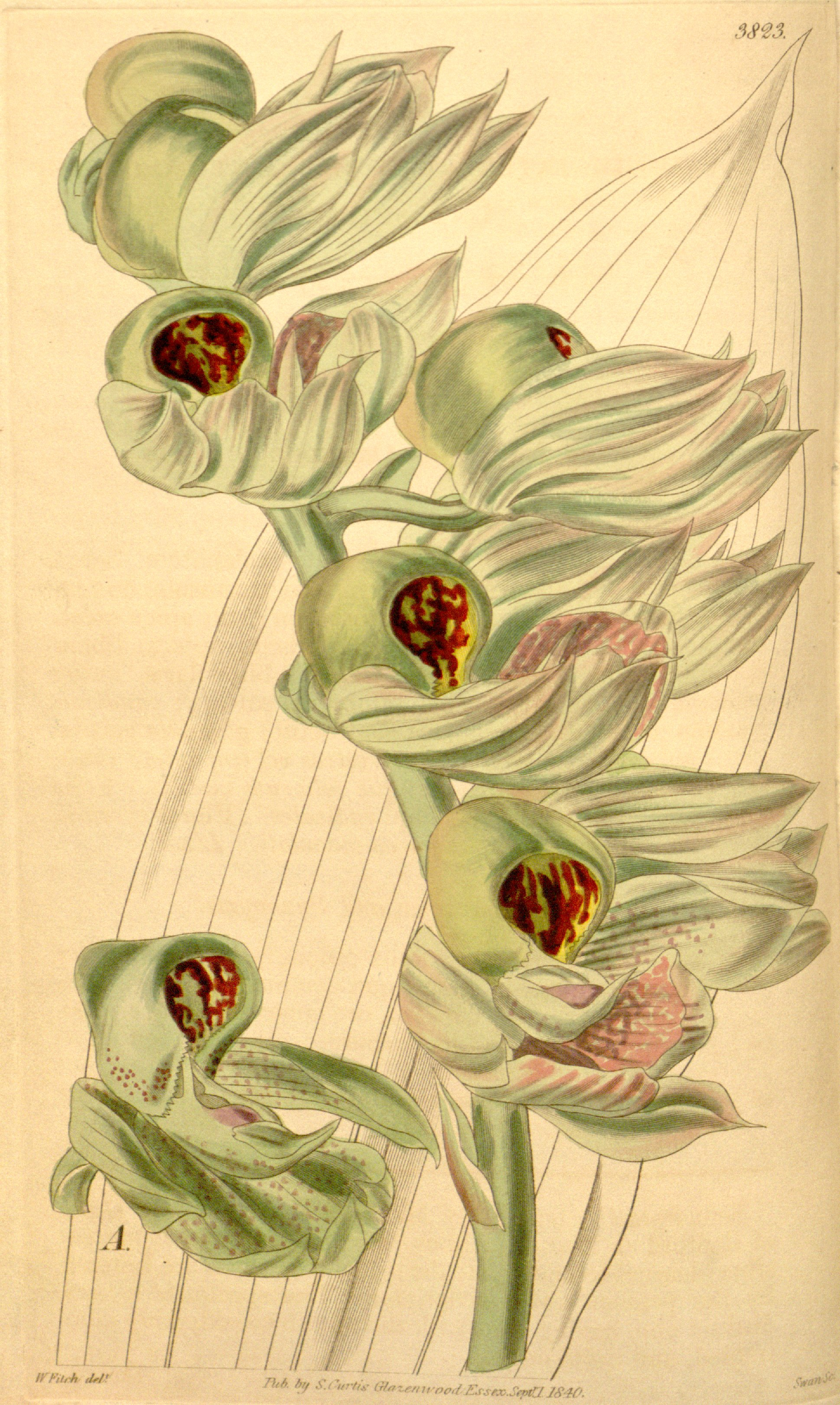
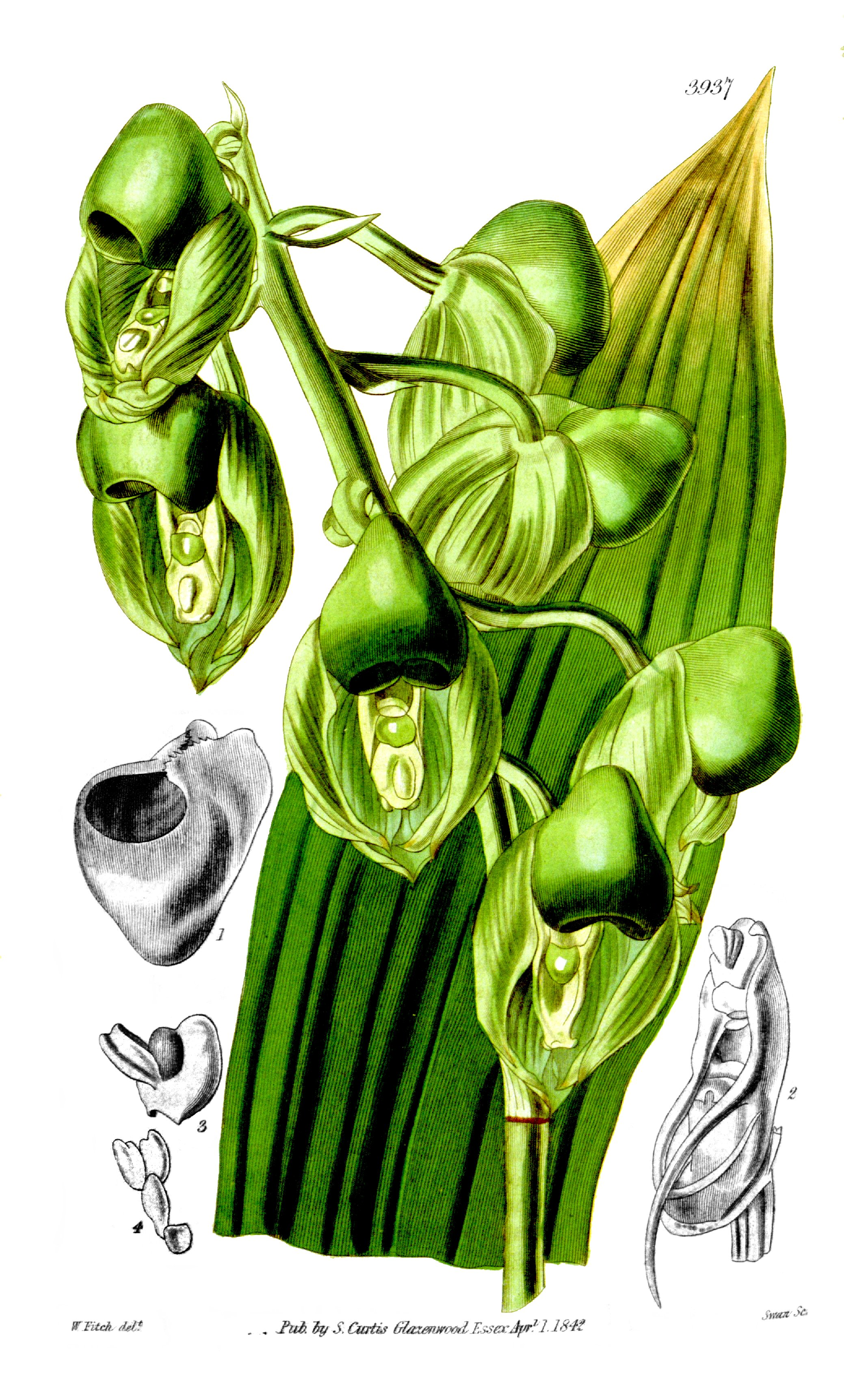